# Manuel Cortina y Arenzana
Manuel Cortina y Arenzana (Sevilla, 1 d'agost de 1802 - Madrid, 4 de desembre de 1879) va ser un advocat, polític i militar espanyol.

## Biografia
Es va unir al moviment que va portar al govern espanyol al Trienni liberal. Oposat a l'absolutisme de Ferran VII d'Espanya sempre va estar prop del pensament progressista de l'època. Encara que la seva professió no era la militar, va destacar en la Primera Guerra Carlista en algunes accions a Andalusia combatent amb els liberals. Va ser Diputat des de 1834 fins a 1854 per Sevilla, Huelva, Màlaga i Madrid i president de les Corts entre abril i maig de 1843.
Partidari d'Espartero, fou ministre de la governació en el seu segon govern (1840-1841), però després del bombardeig de Barcelona se'n va oposar fermament i va conspirar per a la seva caiguda. Va estar pres a Madrid i en 1846 es va reintegrar parcialment a la vida política, si bé les seves desavinences amb Isabel II el van fer retirar-se de l'activitat de primera línia. Va ser President de la Reial Acadèmia de Jurisprudència i Legislació el 1849-1850 i el 1855-1857, i acadèmic de la Reial Acadèmia de Ciències Morals i Polítiques. Fou nomenat Senador vitalici en 1858 fins a 1860 però no va jurar el càrrec pel que mai en va ser reconegut.